# Sânnicolau Mare

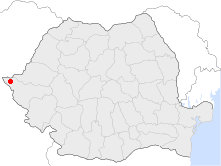
Sânnicolau Mares läge i Rumänien.

Sânnicolau Mare (ungerska: Nagyszentmiklós) är en stad i județet Timiș i västra Rumänien. Staden blev år 1919 en del av Rumänien efter att dessförinnan tillhört den Österrikisk-ungerska monarkin, som genom första världskrigets resultat upplöstes som statsbildning i oktober–november 1918.
Sânnicolau Mare hade 12 312 invånare vid folkräkningen 2011.
Gränsen till Ungern ligger knappt 10 km nordväst om staden, och gränsen till Serbien knappt 20 km i sydvästlig riktning.
Sânnicolau Mare var Béla Bartóks födelsestad.

## Demografi
Etniska grupper i staden vid folkräkningen 2002:
| Etnisk grupp | Antal  | Andel |
| ------------ | ------ | ----- |
| Rumäner      | 9 951  | 76,9% |
| Ungrare      | 1 224  | 9,5%  |
| Bulgarer     | 462    | 3,6%  |
| Serber       | 452    | 3,5%  |
| Tyskar       | 397    | 3,1%  |
| Övriga       | 452    | 3,5%  |
| Totalt       | 12 938 | 100%  |